# Geoff Cameron
Geoffrey Scott Cameron (født d. 11. juli 1985) er en amerikansk professionel fodboldspiller, som spiller for MLS-klubben FC Cincinnati.

## Klubkarriere

### Houston Dynamo
Cameron blev draftet i 2008 af Houston Dynamo, og gjorde sin førsteholdsdebut i marts 2008. Han blev hurtigt etableret som en fast mand hos Dynamo, og han blev i 2009 sæsonen kåret som del af årets mandskab i MLS.

### Stoke City
Cameron skiftede i juni 2012 til Stoke City. Han etablerede sig med det samme som en fast mand på Stoke holdet, hvor han dog måtte vende sig til at spille som højre-back fremfor midterforsvar som han tidligere havde spillet.

### Queens Park Rangers
Cameron skiftede i september 2018 til Queens Park Rangers på en lejeaftale. Efter lejeaftalen var ovre, skiftede han tilbage til Queens Park Rangers i juli 2019 på en fri transfer.

### FC Cincinnati
Cameron vendte tilbage til USA i maj 2021, da han skiftede til FC Cincinnati.

## Landsholdskarriere
Cameron fik sin debut for USA's landshold den 24. februar 2010. Han var del af USA's trupper til VM 2014 og Copa América Centenario.

## Titler
Houston Dynamo
- Major League Soccer Eastern Conference Champion: 1 (2011)

Individuelle
- Major League Soccer Årets hold: 1 (2009)
- Houston Dynamo Årets forsvarsspiller: 1 (2009)
- Major League Soccer All-Star Game: 2 (2009, 2011)